# Långbänk

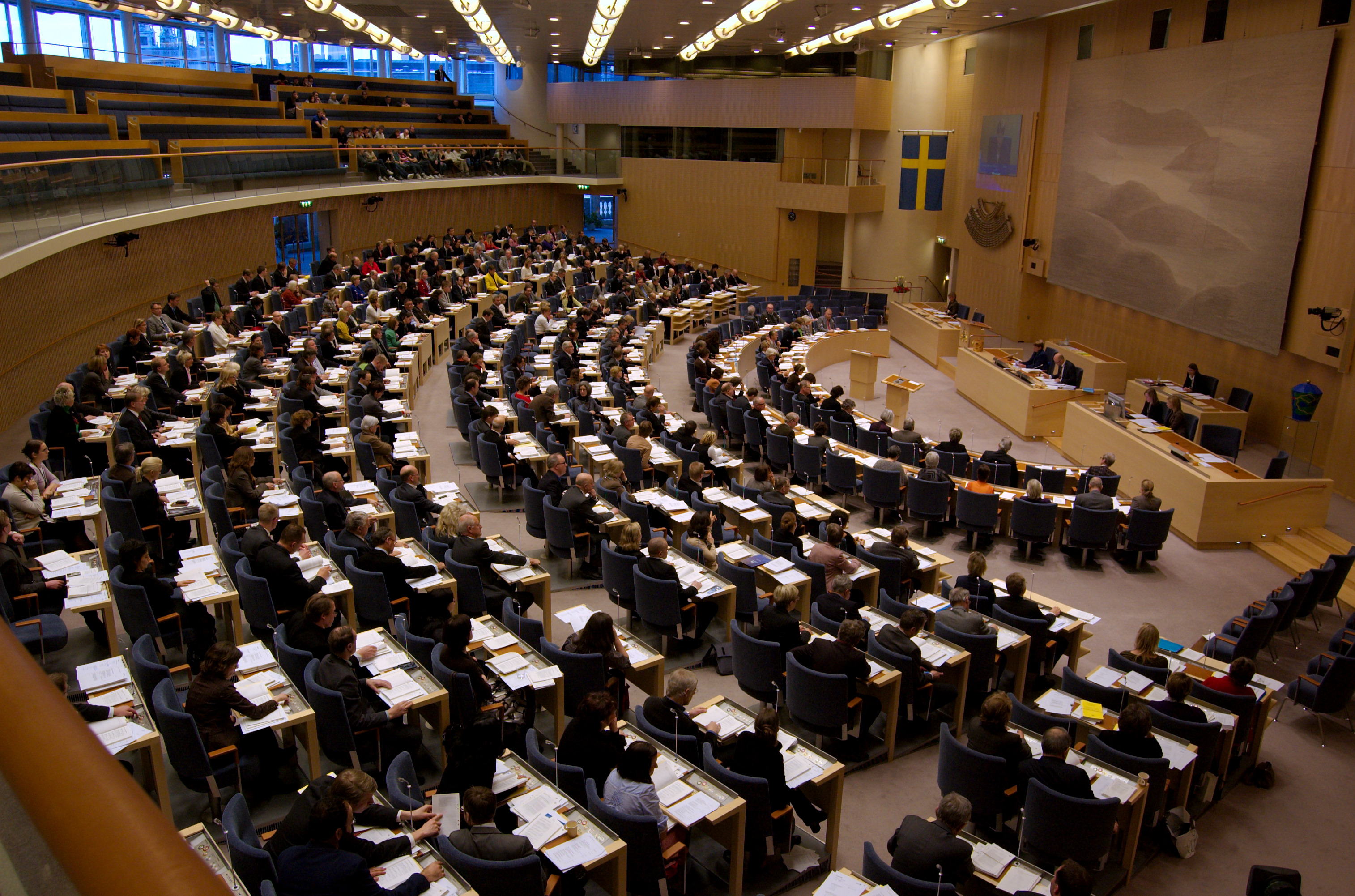
Bänkarna i riksdagshuset i Stockholm.

Långbänk, att dra [något] i långbänk, är ett informellt politiskt uttryck för en fråga som debatteras under lång tid, utan verkställighet.
Uttrycket har använts i Sveriges riksdag där en politisk fråga kan behandlas återkommande av de olika partierna och valkretsarna (bänkarna) utan att det går att nå ett faktiskt resultat på grund av oenighet mellan partierna eller valkretsarna. Således går frågan fram och tillbaka mellan riksdagens bänkar och enighet nås ej. Uttrycket har en negativ klang och anses visa på politikens brister. Den svenske centerpartisten Thorbjörn Fälldin, statsminister 1978-82, var en av dem som ofta nyttjade uttrycket under sin tid i riksdagen.   
Enligt Svenska Akademiens ordbok finns ordet långbänk belagt sedan 1635 i betydelsen väggfast bänk längs en långvägg eller längs långsidan av ett bord. Lika gammalt är uttrycket att dra något på långbänken, i betydelsen dra ut på tiden, förhala, uppskjuta eller falla i glömska. På tyska finns uttrycket etwas auf die lange Bank schieben.